# Pete Davidson (bài hát)
"Pete Davidson" là một bài hát của ca sĩ người Mỹ Ariana Grande, từ album phòng thu thứ tư của cô, Sweetener. Nó được phát hành bởi Republic Records vào ngày 17 tháng 8 năm 2018 cùng với album. Bài hát được viết bởi Grande, Victoria Monét và các nhà sản xuất Tommy Brown và Charles Anderson. Bài hát được đặt theo tên của vị hôn phu cũ của Grande, diễn viên hài Pete Davidson.

## Bối cảnh
– Grande nói về bài hát này

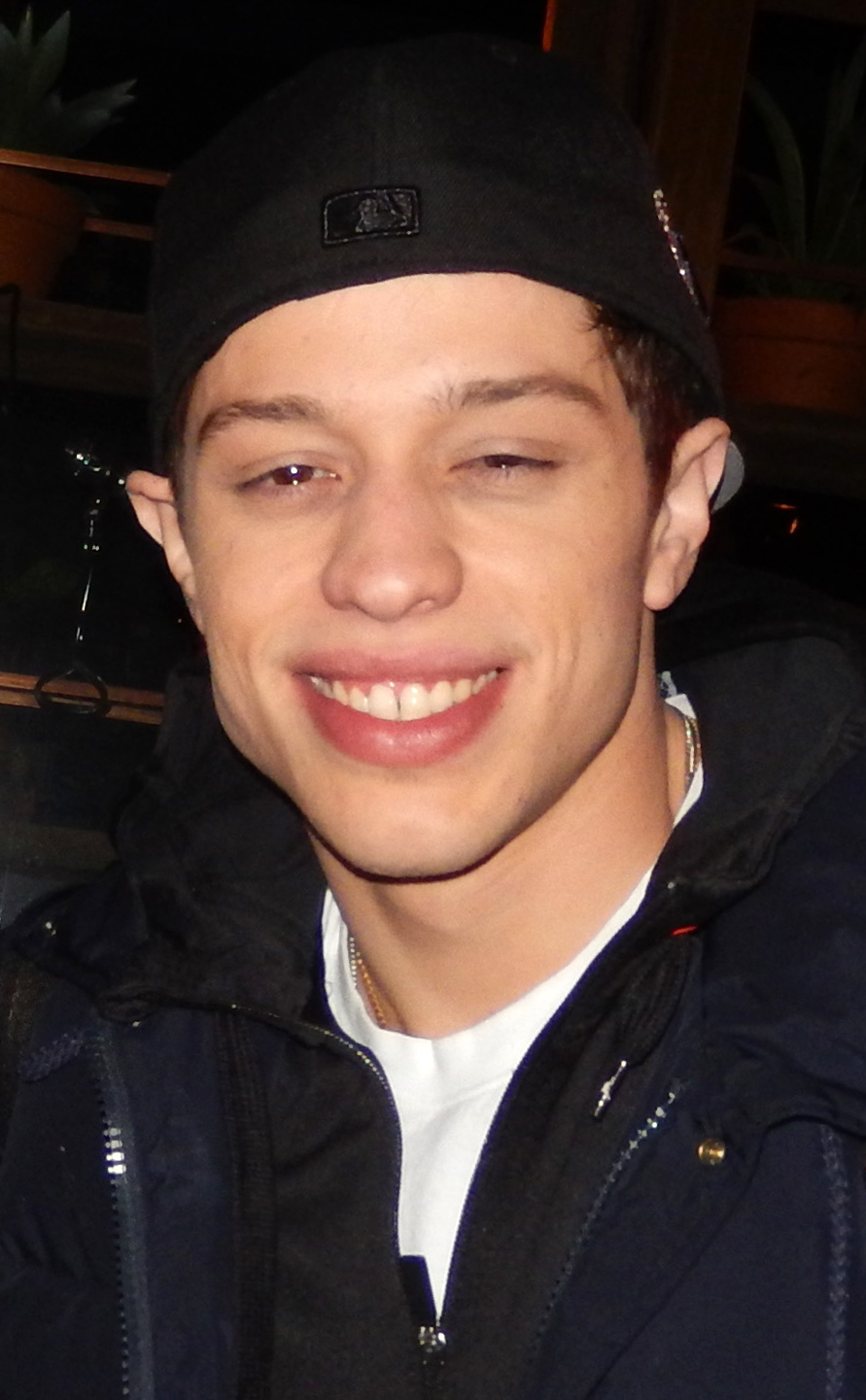
Pete Davidson, chủ đề của bài hát, vào năm 2015

Bài hát là bài hát cuối cùng được thu âm cho Sweetener.
Bài hát được viết khi Grande và chồng cũ của cô, Pete Davidson, bắt đầu hẹn hò. Nó được hé lộ lần đầu vào ngày 31 tháng 5 năm 2018, sau khi Grande đăng bức ảnh đầu tiên của cô với Davidson trên Instagram với mô tả: "tôi nghĩ bạn vào cuộc sống của tôi 💭 woah! Hãy nhìn vào tâm trí của tôi" đó là lời bài hát sắp ra mắt bài hát. Lời bài hát này là một gợi ý của bài hát này. Vào ngày 7 tháng 6 năm 2018, Grande đã xác nhận rằng gần đây cô đã ghi lại một đoạn giới thiệu cho Sweetener. Vào ngày 17 tháng 6 năm 2018, cô đã đăng một đoạn trích, sau đó cùng ngày, đã xác nhận tiêu đề "Pete". Bài hát sau đó được đổi tên thành "Pete Davidson".

## Đánh giá
Bài hát thường nhận được đánh giá tích cực. Neil McCormick trong Daily Telegraph đã viết rằng bài hát này "hoàn toàn tuyệt đẹp, không có gì ngọt ngào hòa tan thành oohs hạnh phúc."  Louis Bruton của The Irish Times cho biết bài hát "thêm một chút nhẹ nhàng vào bản thu âm". Brittany Spanos từ Rolling Stone nói rằng "Pete Davidson" là "một bài hát đạt được mục đích riêng với tiêu đề của nó, cô ấy đã tìm thấy sự thanh thản của mình." 

## Trình diễn trực tiếp
Grande đã ra mắt "Pete Davidson" trực tiếp vào ngày 20 tháng 8 năm 2018 tại The Sweetener Sairs.     

Do sự chia tay của họ vào tháng 10 năm 2018, Grande đã không có bài hát trong danh sách tập hợp Sweetener World Tour.

## iXếp hạng
| Bảng xếp hạng (2018) | Vị trí cao nhất |
| -------------------- | --------------- |
| Australia (ARIA)     | 58              |